# Зелтматис
Зе́лтматис (латыш. Zeltmatis, псевдоним, настоящее имя — Э́рнест Ка́рклиньш Ernests Kārkliņš; 1 декабря 1868 — 1 марта 1961) — латвийский театральный педагог, писатель, драматург.

## Биография
Зелтматис (настоящее имя Эрнест Карклиньш) родился 1 декабря 1868 года в Кабилской волости (нынешний Кулдигский край Латвии).
Окончил Высшую школу драматического искусства Эмануила Рейхера в Берлине (1909). Был руководителем театра «Аусеклис» (1901—1904), членом редколлегии газеты «Диенас лапа» (1904—1905), создателем (совместно с Екабом Дубуром, 1909) и руководителем Латвийских драматических курсов (1916—1938), педагогом Латвийского государственного университета, Театрального института и Латвийской государственной консерватории (1948—1953).
Заслуженный деятель культуры Латвийской ССР (1958), награждён латвийским орденом Трёх звёзд IV степени (1935).

## Творчество
Публиковаться начал с 1894. Автор более 20 книг (беллетристика, драматургия, биографический роман). Совместно с режиссёром Т. Леяс-Круминьшем написал книгу «Сценическое искусство» (1923). На сцене латвийских театров шли его пьесы «Тяжёлый воздух», «Индулис», «Сын пахаря».